# Olympische Winterspiele 2014/Eisschnelllauf – 5000 m (Frauen)
Die 5000 m im Eisschnelllauf der Frauen bei den Olympischen Winterspielen 2014 wurden am 19. Februar 2014 in der Adler Arena ausgetragen.
Olympiasiegerin wurde Martina Sáblíková aus der Tschechischen Republik. Silber und Bronze ging an die Niederländerinnen Ireen Wüst und Carien Kleibeuker.

## Bestehende Rekorde
| Weltrekord         | Martina Sáblíková ( Tschechien)  | 6:42,66 min | Salt Lake City | 18. Februar 2011 |
| Olympischer Rekord | Claudia Pechstein ( Deutschland) | 6:46,91 min | Salt Lake City | 23. Februar 2002 |

## Ergebnisse
| Rang | Paar | Bahn | Athletin          | Nation             | Zeit (min) | Defizit (s) | Anmerkung |
| ---- | ---- | ---- | ----------------- | ------------------ | ---------- | ----------- | --------- |
| 1    | 7    | A    | Martina Sáblíková | Tschechien         | 6:51,54    |             | TR        |
| 2    | 7    | I    | Ireen Wüst        | Niederlande        | 6:54,28    | +2,74       |           |
| 3    | 5    | A    | Carien Kleibeuker | Niederlande        | 6:55,66    | +4,12       |           |
| 4    | 6    | A    | Olga Graf         | Russland           | 6:55,77    | +4,23       |           |
| 5    | 8    | A    | Claudia Pechstein | Deutschland        | 6:58,39    | +6,85       |           |
| 6    | 8    | I    | Yvonne Nauta      | Niederlande        | 7:01,76    | +10,22      |           |
| 7    | 3    | A    | Mari Hemmer       | Norwegen           | 7:04,45    | +12,91      |           |
| 8    | 4    | I    | Stephanie Beckert | Deutschland        | 7:07,79    | +16,25      |           |
| 9    | 3    | I    | Anna Tschernowa   | Russland           | 7:08,71    | +17,17      |           |
| 10   | 2    | A    | Shoko Fujimura    | Japan              | 7:09,65    | +18,11      |           |
| 11   | 1    | A    | Bente Kraus       | Deutschland        | 7:10,65    | +19,11      |           |
| 12   | 6    | I    | Shiho Ishizawa    | Japan              | 7:11,54    | +20,00      |           |
| 13   | 5    | I    | Masako Hozumi     | Japan              | 7:12,42    | +20,88      |           |
| 14   | 2    | I    | Ivanie Blondin    | Kanada             | 7:20,10    | +28,56      |           |
| 15   | 1    | I    | Katarzyna Woźniak | Polen              | 7:28,53    | +36,99      |           |
| 16   | 4    | A    | Maria Lamb        | Vereinigte Staaten | 7:29,64    | +38,10      |           |